# 隠された日記 母たち、娘たち
『隠された日記 母たち、娘たち』 (Mères et filles) は、2009年のフランス映画・カナダ映画。母と娘の関係を描いたドラマ。

## スタッフ
- 監督 - ジュリー・ロペス＝クルヴァル
- 製作 - アラン・ベンギーギ、トマ・ヴェルアエジュ
- 脚本 - ソフィー・イエット、ジュリー・ロペス＝クルヴァル
- 撮影 - フィリップ・ギルベール

## 出演者
- マリナ・ハンズ - オドレイ
- カトリーヌ・ドヌーヴ - マルティーヌ（母）
- マリ＝ジョゼ・クローズ - ルイーズ（祖母）
- ミシェル・デュショソワ - ミシェル（父）
- ジャン＝フィリップ・エコフェ - ジェラール（叔父）
- ジェラール・ワトキンス - ジル（祖父）
- エレオノール・イル - スザンヌ（ルイーズらの隣人）
- ロマーノ・オルザリ - トム（オドレイの恋人）
- Meriem Serbah - サミラ（友人）
- カロル・フランク - Evelyne
- Nans Laborde Jourdaa - ピエール
- ルイゾン・ベルグマン - 子供時代のマルティーヌ
- Arthur Lurcin - 子供時代のジェラール
- Manon Percept - 子供時代のオドレイ

## ストーリー
カナダで働くオドレイ（マリナ・ハンズ）は、休暇を取って久しぶりに故郷フランス・アルカションへ帰ってくる。亡くなった祖父の家が空き家になっていることを知ったオドレイは、祖父の家で休暇を過ごすことにするのだが、そこで若き日の祖母ルイーズ（マリ＝ジョゼ・クローズ）の日記を見つけてしまう。母マルティーヌ（カトリーヌ・ドヌーヴ）は祖母ルイーズの話題を避けたがるのだが、50年前に子供だったマルティーヌたちを置いて家を出たきり帰ってこなかった祖母ルイーズの当時の日記を読んだオドレイは、祖母ルイーズの心の内に思いを馳せずにはいられなかった……

## 舞台
- アルカション - フランスの大西洋岸にある街
- リブルヌ

## 公開
フランスでは2009年10月7日に144館で公開され、週末興行成績で初登場8位になった。日本では2010年10月23日に銀座テアトルシネマで公開され、全国順次公開される。